# Baliarrain
Baliarrain ist eine Gemeinde (Municipio) in der Provinz Gipuzkoa im spanischen Baskenland. Sie hat 154 Einwohner (Stand: 2024). Von 1967 bis 1991 war Baliarrain Teil der Gemeinde Iruerrieta.

## Geografie
Baliarrain liegt etwa 80 Kilometer ostsüdöstlich von Bilbao und 30 Kilometer südsüdwestlich von der Provinzhauptstadt Donostia-San Sebastián in einer Höhe von ca. 295 m. Im Osten der Gemeinde befindet sich der Stausee Embalse de Ibiur.

## Bevölkerungsentwicklung
| 1900 | 1950 | 1970 | 1981 | 1991 | 2001 | 2011 | 2021 |
| ---- | ---- | ---- | ---- | ---- | ---- | ---- | ---- |
| 216  | 193  | -    | -    | 99   | 100  | 122  | 153  |

## Sehenswürdigkeiten

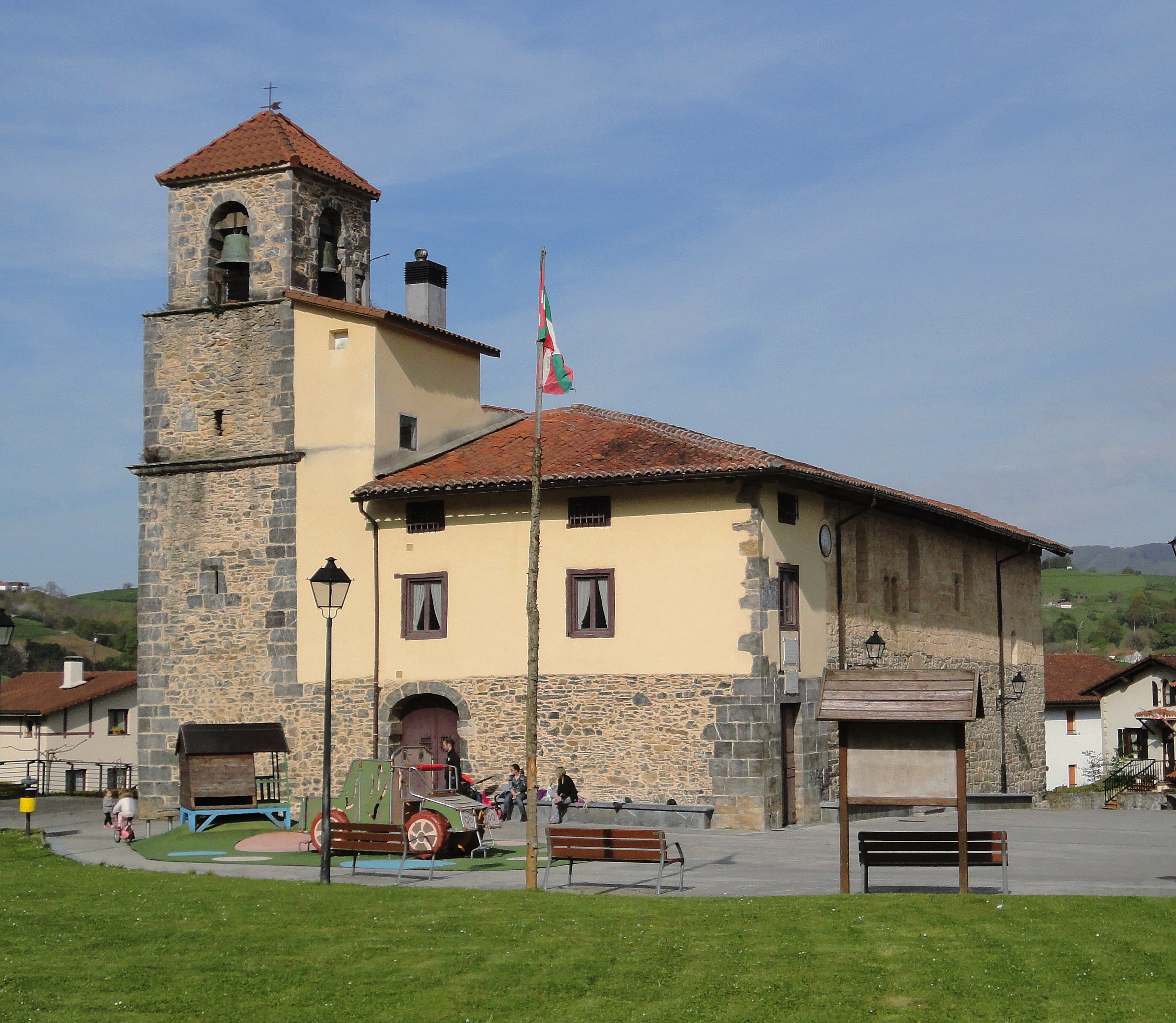
Marienkirche

- Marienkirche